# Vasicek-modellen
Vasicek-modellen används i finansiell kvantitativ analys för att beskriva ränterörelser. Det är en enfaktorsmodell, eftersom den förutsätter att räntebanan påverkas av endast en riskkälla, som i detta fall kallas short rate. Modellen kan användas för att värdera räntederivat. En nackdel med modellen är att den process som beskriver hur räntan utvecklas tillåter negativa värden, vilket ej förekommer i verkligheten annat än i extrema undantag. Modellen introducerades 1977 av Oldrich Vasicek.